# Suku Wih Ilang
Suku Wih Ilang is een bestuurslaag in het regentschap Bener Meriah van de provincie Atjeh, Indonesië. Suku Wih Ilang telt 354 inwoners (volkstelling 2010).